# Аргодерм
«Аргодерм» — лікувальний препарат, фунгіцидний і антибактеріальний засіб, що використовується при інфекційних захворюваннях шкіри.

## Склад
Є нанобіокомпозицією, до складу якої входять:
- структуроване срібло, де як відновлювач і стабілізатор наночастинок застосовується альгінат натрію.
- полісахариди бурих морських водоростей - солі альгінової кислоти

В одній композиції поєднуються властивості двох біологічно активних речовин, спостерігається синергізм наночастинок срібла та альгінату натрію. 
Природний біополімер є неспецифічним стимулятором росту грануляцій і регенерації епітелію.

## Застосування
Аргодерм має широкий спектр антимікробної дії. Призначений для лікування:
- інфікованих і неінфікованих ран,
- хронічних гнійно-запальних процесів м'яких тканин,
- опіків,
- карбункулів і фурункулів,
- трофічних виразок різного генезу,
- пролежнів, дерматитів та дерматомікозів різної етіології.

Препарат забезпечує асептичні умови заживлення рани і її захист від зовнішнього забруднення, має гарну адгезію до шкірних покривів і тканин.

## Виробник
Виробником є ТОВ «Мерікон» з міста Севастополь.